# ديونيسوس (أتيكي)
ديونيسوس (Διόνυσος) هي مدينة في إقليم أتيكا في اليونان.
يبلغ عدد سكانها حوالي 7384 نسمة.